# Lee Hudson
Lee Hudson (* um 1945) ist ein US-amerikanischer Jazzmusiker (Kontrabass) des Hardbop und des Mainstream Jazz.

## Leben und Wirken
Hudson wuchs auf Long Island auf und begann mit 18 Jahren Bass zu spielen. Wenig später arbeitete er im Raum New York mit Musikern wie Billy Mitchell und Dave Burns. Unterricht hatte er bei Reggie Workman und Walter Botti, einem Bassisten der New York Philharmonic. Bald darauf tourte er mit Junior Cook, Bill Hardman, Lou Donaldson, Illinois Jacquet, Arthur Prysock, Sal Nistico, Dizzy Gillespie und Charles Davis. Erste Aufnahmen entstanden 1968 mit Dizzy Reece (Nirvana – The Zen of the Jazz Trumpet, u. a. mit Mike Longo). In den 1980er- und 1990er-Jahren spielte Hudson u. a. mit Dan Axelrod (New Axe), Vinnie Knight, im David Leonhardt Trio (Jazz for Dancers), mit Dan Block (Around the Block, 1998) und Scott Robinson (Melody from the Sky).
Ab den 2000er-Jahren arbeitete Hudson im Trio von Tardo Hammer, ferner mit Larry Ham, Pete Malinverni, Chris Flory, Joel Press  sowie mit den Sängerinnen Monika Brand, Veronica Swift, Catherine Russell (Sentimental Streak), Naoko Ichiizumi (Sweet Georgia Brown) und Marty Elkins. Im Bereich des Jazz war er zwischen 1968 und 2017 an 28 Aufnahmesessions beteiligt. Im Laufe seiner Karriere trat Hudson in bekannten New Yorker Jazzclubs auf wie im Birdland, Fat Tuesday’s, Sweet Basil, Smalls, The Village Gate, The Blue Note und im Iridium.

## Diskographische Hinweise
- Dave Glasser: Begin Again (Chiaroscuro Records, 2003), mit Tardo Hammer, Tony Jefferson
- Charles Davis: Land of Dreams (Smalls, 2006), mit Tardo Hammer, Jimmy Wormworth
- Tardo Hammer: Simple Pleasure (CellarLive, 2010), mit Jimmy Wormworth
- Tardo Hammer Trio: Swinging on a Star (CellarLive, 2017), mit Steve Williams
- Marty Elkins: Fat Daddy (Nagel-Heyer Records, 2018)